# آروی کنور
آروی کنور (به انگلیسی: RV Knorr) یک کشتی بود که طول آن ۲۷۹ فوت (۸۵ متر) بود. این کشتی در سال ۱۹۶۸ ساخته شد.